# Paraboea capitata
Paraboea capitata är en tvåhjärtbladig växtart som beskrevs av Ridley. Paraboea capitata ingår i släktet Paraboea och familjen Gesneriaceae.

## Underarter
Arten delas in i följande underarter:
- P. c. capitata
- P. c. oblongifolia